# Stenopsychodes opsius
Stenopsychodes opsius is een schietmot uit de familie Stenopsychidae. De soort komt voor in het Australaziatisch gebied.